# Moenkhausia pyrophthalma
Moenkhausia pyrophthalma är en fiskart som beskrevs av Costa, 1994. Moenkhausia pyrophthalma ingår i släktet Moenkhausia och familjen Characidae. Inga underarter finns listade i Catalogue of Life.